# Nicetas Escolário
Nicetas Escolário (em grego: Νικήτας Σχολάρης; fl. 1341–1361) foi um aristocrata grego bizantino e um dos principais oficiais do Império de Trebizonda, posteriormente tornando-se grande duque. Nicetas foi o líder da facção dos escolários em Trebizonda durante as guerras civis de meados do século XIV.

## Vida

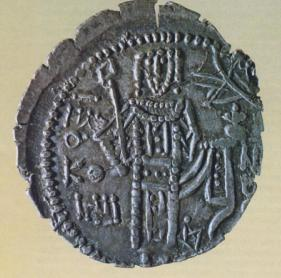
Aspro de Miguel Mega Comneno

Os pais de Nicetas não são registrados. Devido ao fato de João Lazarópulo nomear uma das facções que emergiram após a morte do imperador Basílio (6 de abril de 1340) como escolários, que eram uma reminiscência da antiga unidade militar bizantina das Escolas, George Finlay concluiu que sua família tinha suas origens nos membros da guarda imperial em Constantinopla pelo tempo da queda da capital para a Quarta Cruzada. Enquanto é plausível que refugiados de Constantinopla realocaram em Trebizonda, onde restauraram suas fortunas e tiveram herdeiros, é mais provável uma coincidência que Nicetas portou o nome de sua unidade — que floresceu no século VI — do que seus ancestrais imediatos terem pertencido a ela. Os escolários, que eram liderados pelo sebasto e grande estratopedarca Tzaniches, opuseram-se aos amitzarantas, que apoiaram a primeira esposa do imperador Basílio, a imperatriz Irene Paleóloga, que havia tomado o trono após a morte de seu marido. Após uma escaramuça travada nas ruas de Trebizonda, que terminou quando o grande duque João, o Eunuco marchou de Límnia e juntou-se a facção que apoiava Irene, Nicetas e Gregório Mitzômata fugiram para Constantinopla. La, convenceram Miguel Mega Comneno a retornar para Trebizonda com eles e tornar-se imperador.
Escoltado por duas ou três embarcações tripuladas por mercenários, Nicetas e Miguel Comneno chegaram em Trebizonda em 30 de julho de 1341. Contudo, naquela noite, os patrocinadores aristocráticos de Ana de Trebizonda separaram Miguel de seus apoiantes enquanto seus apoiantes armados chacinavam os marinheiros trazidos por Nicetas e Gregório para apoiar a candidatura de Miguel. No dia seguinte Miguel foi enviado ao cativeiro em Íneo e alguns dias depois a destronada Irene foi colocada num navio franco e enviada para Constantinopla. Nicetas e Gregório escaparem seriamente feridos no contra golpe e Miguel Panareto alega que fugiram da cidade e velejaram num navio veneziano para Constantinopla acompanhados por Constantino Doranita, seu filho João e Miguel Mitzômata, irmão de Gregório, alcançando a cidade em 10 de setembro de 1341. Lá, recrutaram João III Mega Comneno, filho do deposto Miguel, para ser imperador e com ajuda de três galés genovesas contratadas mais duas embarcações próprias partiram da capital bizantina em 17 de agosto de 1342 e tomaram controle de Trebizonda em 4 de setembro.

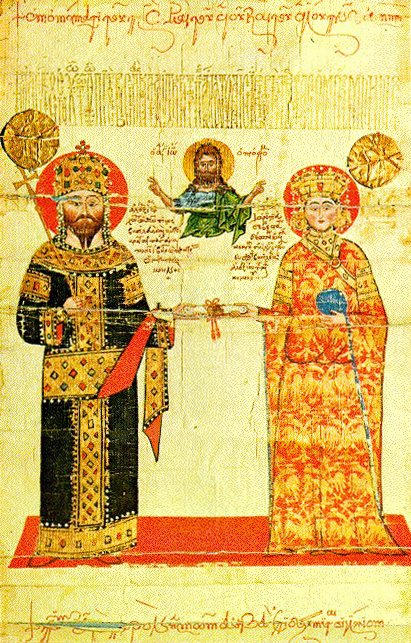
Bula dourada de

Os aristocratas que elevaram João aparentemente desapontaram-se com seu governo, pois logo Nicetas teria libertado seu pai Miguel do cativeiro em Límnia e colocou-o no trono em maio de 1344, com João sendo banido para o Mosteiro de São Sabas. Em troca, Miguel garantiu a ele e seu filho de nome desconhecido os títulos respectivos de grande duque e paracemomeno, a Gregório Mitzômata, seu filho de nome desconhecido e seu irmão Miguel os respectivos títulos de estratopedarca, epicernes e amitzantário, a João Cabazita o de grande logóteta e a Estêvão Tzaniquita o de grande conostaulo; os escolários assim adquiriram o controle esmagador do governo. O poder dos escolários provou-se impopular com a população da cidade, que revoltou-se contra sua oligarquia. Em novembro de 1345, Nicetas foi capturado e preso ao lado de seu associado Gregório e outros de seu partido. Contudo, o imperador Miguel, velho e doente, libertou Nicetas da prisão e restaurou-o em seu antigo ofício de grande duque em 13 de dezembro de 1349. Nicetas fortaleceu sua posição ao casar-se com a filha de Miguel Sampton, o intendente do palácio. Então, em 22 de dezembro, Nicetas liderou um golpe que depôs Miguel e colocou no trono João, filho do imperador Basílio, que tomou o nome de Aleixo III. Isso foi o momento de maior poder de Nicetas no império.
Desse momento em diante, contudo, seu poder começar a se desintegrar. O jovem imperador convidou a aristocracia inquieta para tentar derrubá-lo e substituí-lo com um dos seus partidários. O primeiro ano e meio do reinado de Aleixo foi assolado pela guerra civil, que foi marcada por Nicetas sendo destituído de seu posto e se tornando prisioneiro de Teodoro Pileles Doranita. Mas Teodoro, seu filho e seu cunhado foram estrangulados no Castelo de Cencrina em julho de 1352, permitindo a Nicetas retornar ao poder. Por aquele tempo, o jovem Aleixo havia fortalecido sua posição e não mais precisou de Nicetas. Em junho de 1354, o grande duque fugiu para Cerasonte, onde ele e seus apoiantes preparam-se para resistir a Aleixo. Por três meses os rebeldes e Aleixo negociaram, aparentemente esperando evitar a revolta aberta. Em março do ano seguinte, Nicetas, seu filho paracemomeno e o protovestiário Basílio Chupaces lideraram uma frota contra Trebizonda que falhou em conseguir algo; isso permitiu a Aleixo liderou sua própria frota contra Cerasonte e capturá-la. Nicetas estava, contudo, em Cencrina, o último bastião rebelde, que Aleixo prontamente sitiou. Nicetas resistiu na cidade até outubro, quando sua rendição terminou a revolta. Apesar de Nicetas passar o resto de seus dias confinado em Trebizonda, Aleixo mostrou respeito por seu antigo grande duque ao caminhar em trajes brancos durante sua procissão fúnebre, que eram o garbo do luto imperial.